# Dacono
Dacono – miasto w Stanach Zjednoczonych, w stanie Kolorado, w hrabstwie Weld.

## Demografia
W roku 2000 miasto zamieszkiwało 3015 osób, a gęstość zaludnienia wynosiła 424,6 osoby/km². W roku 2023 liczba mieszkańców wzrosła do 6595 osób, a gęstość zaludnienia do 928,9 osoby/km². Na przestrzeni niespełna ćwierćwiecza ludność Dacano zwiększyła się prawie 2,2-krotnie.